# Георги Манов
Вижте пояснителната страница за други личности с името Георги Манов.
Георги Манов Манов е български офицер, генерал-майор, участник Сръбско-българската (1885), командир на 5-и артилерийски полк и началник на артилерия на 4-та пехотна преславска дивизия през Балканската (1912 – 1913) и Междусъюзническата война (1913), командир на 4-та артилерийска бригада и началник на артилерията на 1-ва армия през Първата световна война (1915 – 1918).

## Биография
Георги Манов е роден на 1 април 1863 г. в Пирот. На 5 септември 1883 г. постъпва на военна служба, на 30 август 1885 г. завършва Военното на Негово Княжеско Височество училище, произведен е в чин подпоручик и зачислен в артилерията. През 1887 е произведен в чин поручик, през 1890 в чин капитан и през 1895 в чин майор. През 1900 г. служи като командир на батарея в 3–и артилерийски полк.
През 1904 г. е произведен в чин подполковник, служи в 4–и артилерийски полк като председател на домакинския комитет (1909), помощник-командир на 4–и артилерийски полк (1911). На 21 февруари 1912 г. е произведен в чин полковник. На 8 март 1912 е назначен за командир на 5-и артилерийски полк.
Полковник Манов взема участие в Балканската (1912 – 1913) и Междусъюзническата война (1913) като командир на 5-и артилерийски полк и началник на артилерия на 4-та пехотна преславска дивизия. На 16 септември 1915 е назначен за командир на 4-та артилерийска бригада. По време на Първата световна война (1915 – 1918) е командир на 4-та артилерийска бригада и началник на артилерията на 1-ва армия. През 1918 г. е произведен в чин генерал-майор. През 1918 г. е награден с Царски орден „Св. Александър“ III степен с мечове по средата „за бойни отличия и заслуги във войната“. Наградата е утвърдена със заповед № 355 от 1921 г. На 9 август 1919 г. е уволнен от служба.

## Военни звания
- Подпоручик (30 август 1885)
- Поручик (1887)
- Капитан (1890)
- Майор (1895)
- Подполковник (1904)
- Полковник (21 февруари 1912)
- Генерал-майор (1918)

## Образование
- Военно на Негово Княжеско Височество училище (5 септември 1883 – 30 август 1885)

## Награди
- Военен орден „За храброст“ III степен 2 клас
- Царски орден „Св. Александър“ III степен с мечове по средата (1918)
- Царски орден „Св. Александър“ V степен без мечове
- Народен орден „За военна заслуга“ III степен
- Народен орден „За военна заслуга“ V степен на обикновена лента